# سنبل جنگلی (سرده)
سنبل جنگلی یا گل پهن (نام علمی: Platanthera) نام یک سرده از تیره ثعلبیان است.